# Nokia 2700 Classic

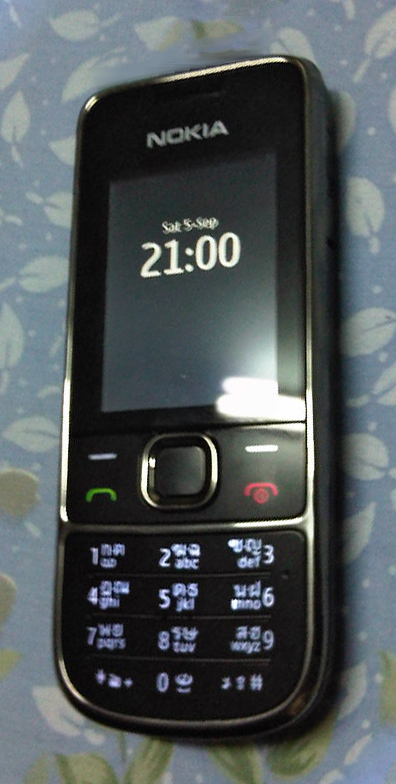

Nokia 2700 classic je multimodální GSM mobilní telefon od společnosti Nokia. Je vybaven fotoaparátem, FM rádiem, připojením bluetooth, podporuje přehrávání multimedií a několik internetových aplikací (Webový prohlížeč, E-mailový klient a Instant messaging). Je sestaven v Rumunsku.

## Technické specifikace

### Klíčové vlastnosti
- Digitální fotoaparát, režim krajiny (1600×1200 px), režim portrétu (1200×1600 px) a nahrávání videa (176×144 px)
- Podpora MP3, zvonění a uživatelem nahraných zvonění (formát .Wave) (nahrávání hlasu)
- FM rádio
- Bluetooth 2.0 (pro J2ME)
- SMS, MMS, e-mail, a Nokia Xpress Audio Messaging (dostupné v předchozích modelech Nokie 2700C), rozpoznávání hlasu bylo dostupné pouze u vybraných modelů.
- 32 MB interní dynamické paměti, rozšiřitelné o paměťovou kartu MicroSD s podporou Hot swapping, maximální velikosti 4 GB

### Provozní frekvence
- Multimodální GSM 850/900/1800/1900[1]

### Rozměry
- Objem: 62 cm³
- Váha: 85 g (s baterií)
- Délka: 109,2 mm
- Výška: 46 mm
- Šířka: 14 mm

### Display
- 2 palce, TFT display s 262 144 barvami, 240×320 pixelů

### Možnosti focení
- 2 Mpx fotoaparát (1600×1200, 176×144 video)

### Multimédia
- Fotoaparát (focení a nahrávání videa) 2 Mpx
- přehrávač videa (AMR, AMR-WB, MIDI, MXMF, MP3, AAC, MP4/M4A/3GP/3GA (AAC, AAC+, eAAC+, AMR, AMR-WB), X-Tone, WAV (PCM, a-law, mu-law, ADPCM), WMA (WMA9, WMA10)
- Přehrávač videa (174×144 3GP) (320×240 [mp4])
- Hlasový záznamník
- FM rádio s podporou RDS

### Zprávy
- E-mail podporující protokoly POP3, IMP4 a SMTP
- Nokia Xpressaudio Messaging (odesílá pozdravy s krátkými hlasovými klipy)
- SMS textové zprávy
- MMS zprávy s obrázky
- Ukládání zpráv

### Java aplikace
- MMS 1.3 (podpora 595 KB velikosti)
- Nokia Xpress Audio Messaging tiit

### Připojení
- Sdílení fotografií a dat přes Bluetooth 2.0 a USB 2.0

### Prohlížení internetu
- Prohlížeč Opera Mini (4.2)

### Správa napájení
- Baterie: BL-5C
- Kapacita: 1020 mAh

### Obsah balení
- Nokia 2700 classic
- Nokia baterie BL-5C
- Nokia 1 x 1 GB MicroSD
- Nokia Stereo sluchátka WH-102
- Nokia kompaktní nabíječka AC-3
- Uživatelská příručka

### Operační systém
- Nokia OS